# George Washington McCrary
George Washington McCrary (Evansville, 29 agosto 1835 – Saint Joseph, 23 giugno 1890) è stato un politico statunitense.

## Biografia
Fu il trentatreesimo segretario alla Guerra degli Stati Uniti,  durante la presidenza di Rutherford Hayes (19º presidente). Studiò con Samuel F. Miller.
Sposò Helen Amanda McCrary, alla sua morte il corpo venne seppellito nell'Oakland Cemetery a Keokuk.